# Charles-Joseph Mathon de la Cour

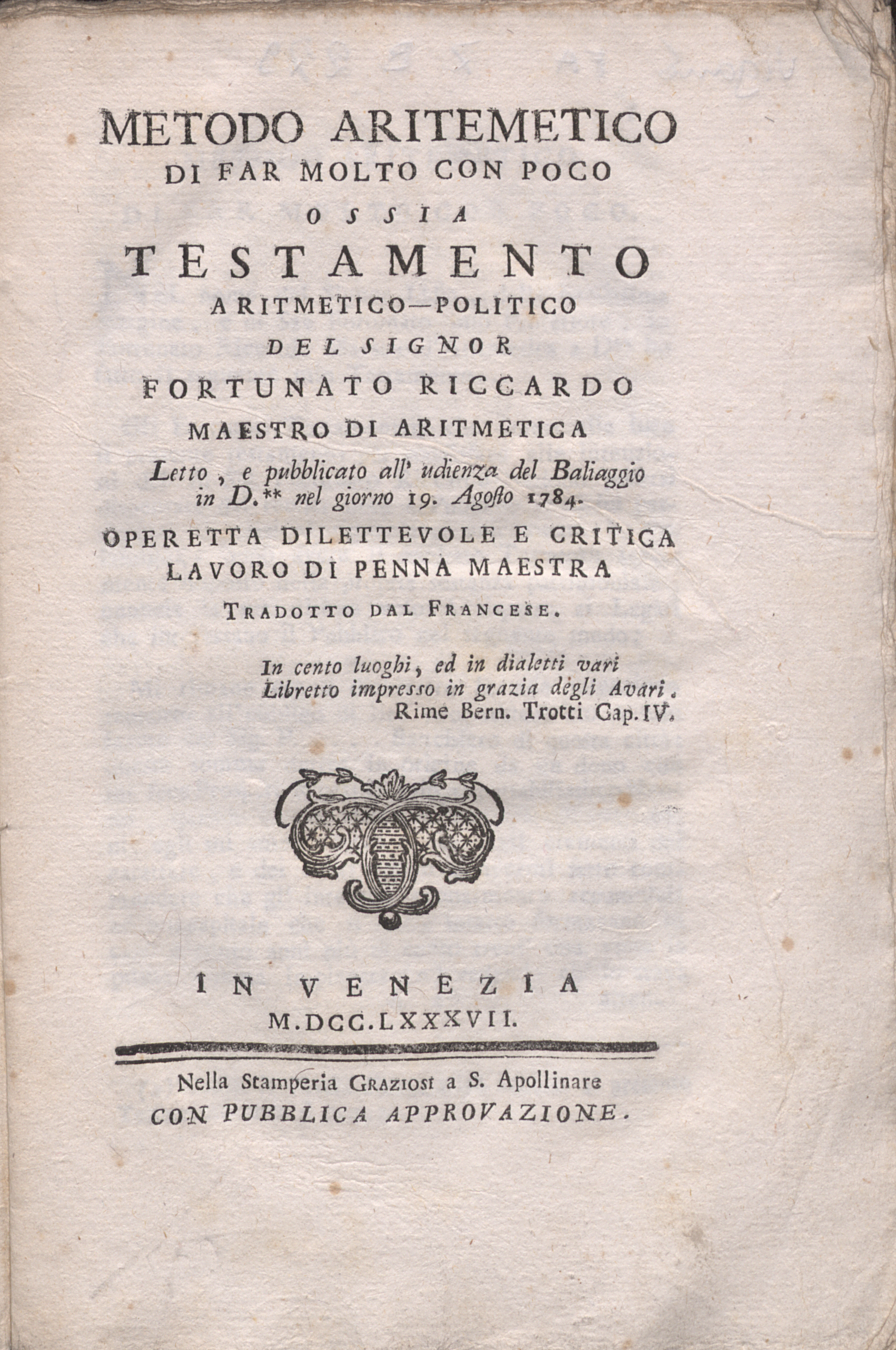
Metodo aritemetico di far molto con poco, 1787

Charles-Joseph Mathon de la Cour, noto anche con lo pseudonimo di Fortuné Ricard, in italiano Fortunato Riccardo (Lione, 6 ottobre 1738 – Lione, 15 novembre 1793), è stato un matematico francese.

## Biografia
Nel 1784 pubblicò sotto pseudonimo l'opera Testament de M. Fortuné Ricard, una parodia amichevole dell'Almanacco del Povero Richard di Benjamin Franklin. L'opuscolo fu stampato in traduzione italiana a Venezia nel 1787 da Antonio Graziosi con il titolo Metodo aritemetico di far molto con poco ossia testamento aritmetico-politico. In quest'opera, utilizzando uno stile scherzoso e brillante, l'autore passa in rassegna i metodi che ritiene più o meno efficaci per moltiplicare gli averi, investendo piccole somme per trasformarle col tempo in cifre considerevoli, così da lasciare generosi lasciti testamentari che potranno a loro volta essere investiti in parte dagli eredi, garantendo via via il benessere della posterità o della patria.

## Opere
- (FR) Testament de M. Fortuné Ricard, 1784.
  -  Metodo aritemetico di far molto con poco ossia testamento aritmetico-politico, Venezia, Antonio Graziosi, 1787.